# 左宗棠雞

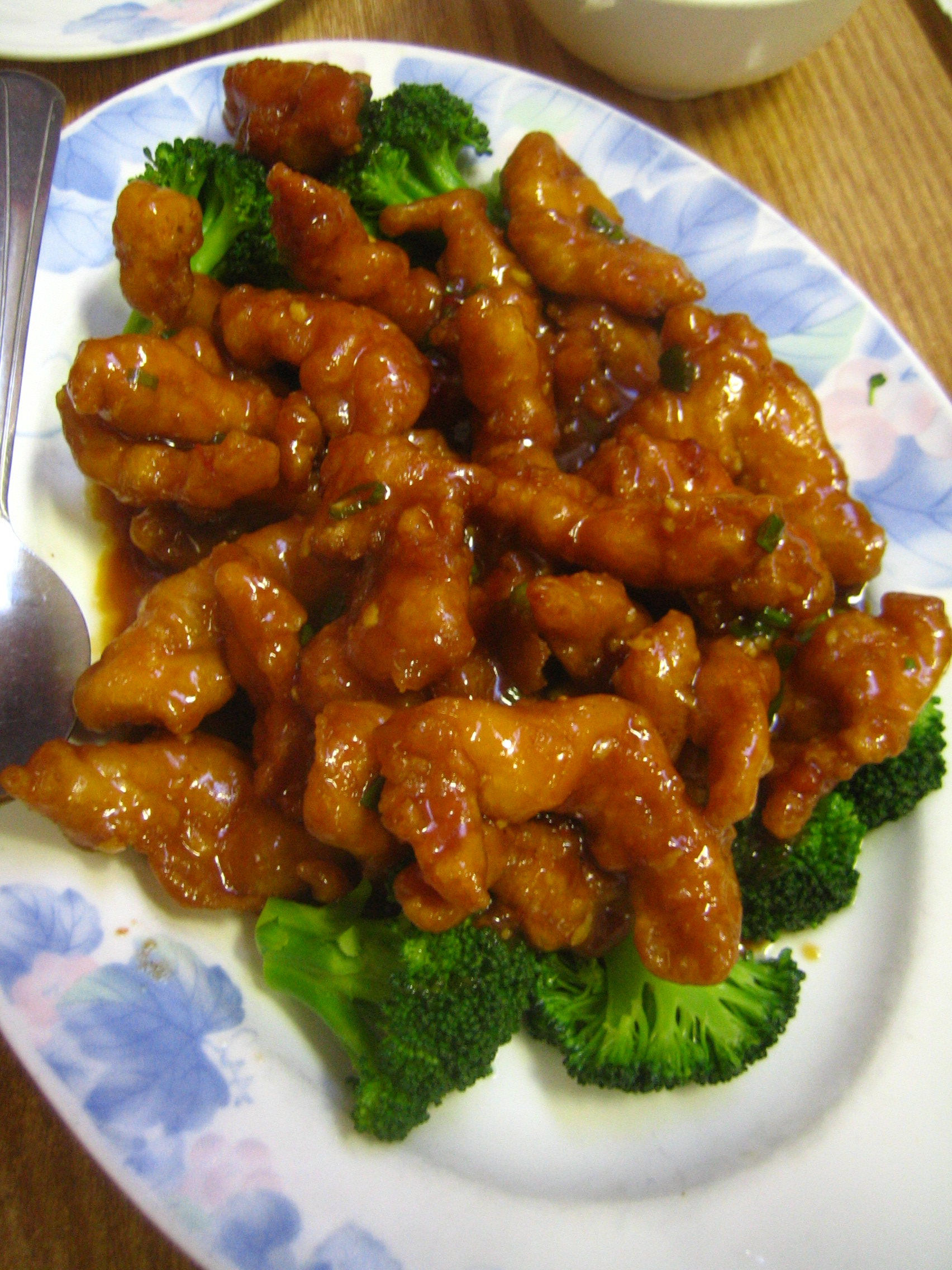
左宗棠雞

左宗棠雞（英語：General Tso's chicken, Governor Tso's chicken），亦名左公鸡、左家鸡及左雞，由彭長貴在1952年於臺灣所創，一般歸類於中国菜系中的湘菜，在北京的老字号湘菜官府菜餐厅如马凯餐厅、曲园酒楼等皆有此菜；却曾经不被湖南人認同，也有人將之歸類為融合多家菜系的創新台灣菜。此菜式以晚清重臣兼著名湘軍將領左宗棠命名，於北美尤其受歡迎，常見於美國與加拿大的中餐馆。
導演李安的电影《推手》、《喜宴》和美國導演伊恩·錢尼的电影《尋找左宗棠》曾出现此菜。

## 由來
1952年，美國派太平洋第七艦隊司令亞瑟·雷德福上將訪問台灣4天，中華民國國防部指派海軍總司令梁序昭接待，梁找彭長貴研究宴請雷德福的菜單。第3天彭長貴將雞肉斬塊，先炸後炒，佐以特製醬料而成一道新菜色，食者稱讚其味美，並問及菜名，彭長貴隨口而答「左宗棠雞」。此名靈感係因為當時賓主均為將領，而左宗棠為清朝湘軍大將，曾參與剿滅太平天國、平定同治新疆回變，又與彭同為湖南同鄉人，故以為名。
坊間另有一張冠李戴的說法：1970年代時任行政院院長的蔣經國某日辦公到極晚，夜帶隨從到彭長貴開設的彭園餐廳用餐。餐廳原本正準備打烊，當日高檔食材都已用盡，彭長貴僅找到幾塊雞肉而勉強創作之；蔣食用後詢問菜名，彭隨口稱之為「左宗棠雞」，此說係誤傳。彭的兒子彭鐵誠說蔣經國當晚用餐，彭長貴煮的是燒豆腐，也就是後來彭園的另一道名菜「彭家豆腐」。

## 傳往美國
1973年，彭長貴在紐約曼哈頓東44街開設「彭園」餐廳。貝聿銘曾邀請季辛吉到彭園用餐，季辛吉甚為喜愛，後來經常前往。季辛吉特別喜愛左宗棠雞這道菜，美國廣播公司曾製作此菜的特別節目，並於數天內接到900封來信索取食譜，此後美國各地中菜館紛紛推出。

## 做法

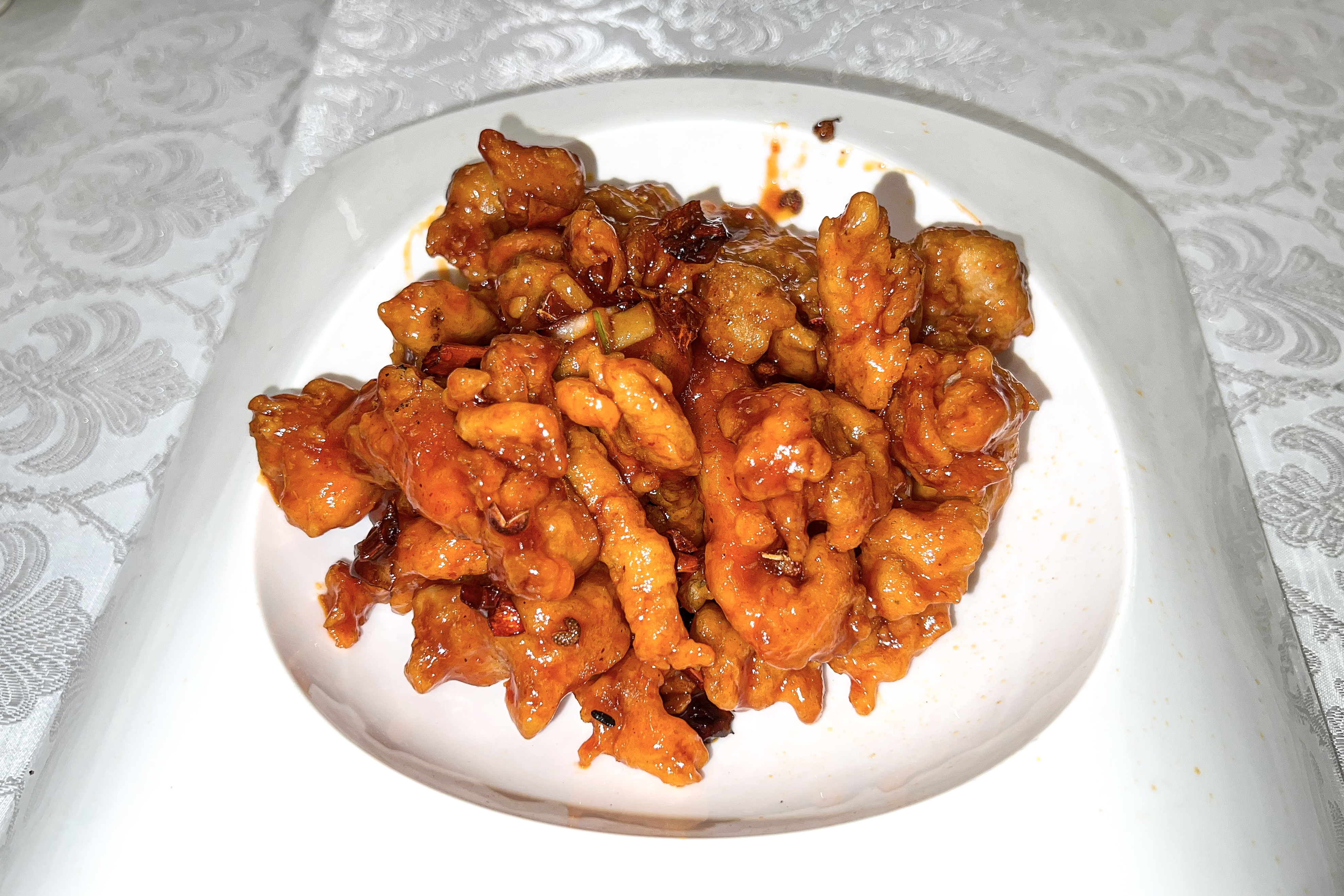
含有辣椒的左宗棠鸡

雞腿只選用三斤半到四斤的土雞腿肉去骨並切成六大塊，連皮切丁切塊，必須大小剛好——太大不易入口、太小則容易將雞肉炸老，之後以醬油及太白粉醃漬。醃過的雞腿肉在適當油溫下炸至「外乾內嫩」，用炒菜瓢碰擊時可感受到彈脆，就是內部仍帶水的最佳狀態。然後以蔥、薑、蒜、醬油、糖、醋、乾辣椒等調味料經大火快炒，下腿肉一起拌炒而成。雞皮呈現如魷魚般的蜷曲狀，特點是雞肉帶皮，以醬油入味，重油盐，带辣味，不甜不酸，沒有裹麵糊的酥脆口感，也不用青花菜垫底。而传入美国后，为迎合西方人的口味，左宗棠鸡从鹹辣口味变成了酸甜口味。

## 花絮
2003年，英國廣播公司主持人鄧扶霞前往湖南考察半年，收集各餐館菜單，意外發現當地並沒有人聽過這道菜，亦沒有在菜館中供應。彭長貴大約在同時期曾經在長沙開設彭園餐廳，但他獨創的風格並不被湖南人認同是湘菜，因而影響有限，餐廳也很快結束營業。《紐約時報》記者李競曾前往湖南追尋這道菜的源流，同樣發現當地沒人聽過左宗棠雞。
左宗棠雞在美國依照不同廚師的創意而有許多變化；主要特徵之一是帶有甜味，而彭長貴認為湖南味不該是甜的，對此感到不可思議。